# اریک ولفگانگ کورنگلد
اریک (اریش) ولفگانگ کورنگُلد (به آلمانی: Erich Wolfgang Korngold) (زادهٔ ۲۹ مهٔ ۱۸۹۷ – درگذشتهٔ ۲۹ نوامبر ۱۹۵۷) آهنگساز، رهبر ارکستر، و نوازندهٔ اتریشی-آمریکایی سبک نئورمانتیک بود.
او یکی از تأثیر گذارترین و مهم‌ترین آهنگسازان تاریخ هالیوود به‌شمار می‌آید که برای فیلم‌های هالیوود موزیک می‌ساخت.
در سن ۱۱ سالگی اولین بالت خود را به نام مرد برفی، تنظیم کرد که در وین مورد توجه قرار گرفت.
او برای ۱۶ فیلم هالیوود آهنگ تنظیم کرد و دو بار نامزد دریافت جایزه شد.

## برخی از آثار
- کنسرتو پیانو
- کنسرتو ویلن
- کنسرتو ویلنسل
- چند اپرا
- چندین موسیقی فیلم
- سمفونی در فا دیِز بزرگ (ماژور)
- «دن کیشوت» (۶ قطعه برای پیانو)
- فهرست آثار

## فیلم‌شناسی
- رؤیای شب نیمه تابستان (۱۹۳۵) (سازبندیِ مجددِ یک قطعه از فلیکس مندلسون)
- کاپیتان بلاد (۱۹۳۵)
- Give Us This Night (1936)
- Hearts Divided (1936)
- The Green Pastures (1936)
- آنتونی ادورس (۱۹۳۶) - برندهٔ جایزه اسکار بهترین موسیقی فیلم (awarded to the head of the studio's music department)
- شاهزاده و گدا (۱۹۳۷)
- Another Dawn (۱۹۳۷)
- ماجراهای رابین هود (۱۹۳۸) - برندهٔ جایزهٔ اسکار بهترین موسیقی فیلم
- Juarez (۱۹۳۹)
- The Private Lives of Elizabeth and Essex (۱۹۳۹) - نامزد جایزهٔ اسکار بهترین موسیقی فیلم
- The Sea Hawk (۱۹۴۰) - نامزد جایزهٔ اسکار بهترین موسیقی فیلم
- گرگ دریا (۱۹۴۱)
- ردیف پادشاهان (۱۹۴۲)
- The Constant Nymph (۱۹۴۳)
- Between Two Worlds (۱۹۴۴)
- Devotion (۱۹۴۶)
- Of Human Bondage (۱۹۴۶)
- فریب (۱۹۴۶)
- Escape Me Never (۱۹۴۷)
- Magic Fire (1956) (پس از ریشارد واگنر)

## شنیدن آثار
- آهنگسرا[پیوند مرده]
- youtube